# Umra al-Kadhâ
Umra al-Kadhâ (arabe : عمرة القضاء) est un voyage effectué par le prophète de l'islam, Mahomet, et ses compagnons durant le mois de Dhu Al-Kaâda de la huitième année de l'hégire en provenance de Yathrib à la Mecque.

## Étymologie
Cette visite est appelée al-Kadhâ, (du verbe arabe قضى قضى) c'est-à-dire de consommation et d'accomplissement parce qu'il y consomma et accomplit son vœu en toute liberté, en vertu de l'article  VII du traité de paix conclu à Hodaïbia, avec les koraïchites .